# Herbert Kupfer
Herbert Kupfer (* 26. März 1927 in München; † 30. Dezember 2013) war ein deutscher Bauingenieur und Hochschullehrer.

## Leben
Kupfer studierte von 1946 bis 1949 an der Technischen Hochschule München Bauingenieurwesen. 1949 wurde er Mitglied des Corps Germania München. Mit einer Dissertation Über die Berechnung von Spannbetonbalken bei Belastung bis zum Bruch unter besonderer Berücksichtigung der Haftspannungen wurde er 1955 bei Hubert Rüsch zum Dr.-Ing. promoviert.
Danach war er zwölf Jahre bei der Bauunternehmung Dyckerhoff & Widmann tätig, wo er für die Berechnung und Konstruktion von Großprojekten im Hoch- und Brückenbau zuständig war. 1967 übernahm er den Lehrstuhl für Baukonstruktion und Holzbau der Technischen Universität München, 1969 wurde er dort zum Ordinarius für Massivbau berufen.
Er war zwischen 1984 und 1988 Vizepräsident und von 1986 bis 1987 amtierender Präsident der Technischen Universität München.
Privat war er weltbekannt für seine Fähigkeiten im Fingerhakeln.

## Ehrungen
- Fellow des American Concrete Institute (1987)
- Bundesverdienstkreuz 1. Klasse (1988)
- Emil-Mörsch-Denkmünze des Deutschen Betonvereins (1991)
- Ehrendoktorwürde der Universität Innsbruck (1992)
- Oskar-von-Miller-Medaille in Gold des Deutschen Museums (1998)
- Leo-von-Klenze-Medaille des Bayerischen Staatsministeriums des Innern (2005)
- Ehrenvorsitzender des Corps Germania München (2006)